# Adaktusson
Adaktusson var ett politiskt debattprogram i TV8 med Lars Adaktusson som programledare; programmet hade premiär 2007 och visades till slutet av 2010. Adaktusson visades två gånger i veckan och innehöll intervjuer med aktuella personer och makthavare.